# Каттани Амадори, Федерико
Федерико Каттани Амадори (итал. Federico Cattani Amadori; 17 апреля 1856, Марради, Великое герцогство Тосканское — 11 апреля 1943, Рим, королевство Италия) — итальянский куриальный кардинал и ватиканский сановник. Секретарь Верховного Трибунала Апостольской Сигнатуры с 11 февраля 1924 по 16 декабря 1935. Кардинал-дьякон с 16 декабря 1935, с титулярная диакония Санта-Мария-ин-Аквиро с 19 декабря 1935.